# NGC 7044
NGC 7044 (другое обозначение — OCL 198) — рассеянное скопление в созвездии Лебедь.
Этот объект входит в число перечисленных в оригинальной редакции «Нового общего каталога».